# Kleine Magellansche Wolke
Die Kleine Magellansche Wolke, kurz KMW oder SMC (von englisch Small Magellanic Cloud), lateinisch Nubecula Minor, ist eine irreguläre Galaxie der Lokalen Gruppe. Sie befindet sich mit etwa 200.000 Lichtjahren Entfernung in relativer Nähe zur Milchstraße und liegt am Nachthimmel an der Grenze des Sternbilds Tukan zur Kleinen Wasserschlange. Mit einem Durchmesser von etwa 7000 Lichtjahren ist sie wesentlich kleiner als die Milchstraße. Wie die Große Magellansche Wolke ist sie ein Objekt des Südhimmels und damit von Mitteleuropa aus nicht sichtbar. Den Einwohnern der Südhalbkugel waren die Magellanschen Wolken seit jeher bekannt, so finden sie beispielsweise Erwähnung in einigen Mythen der Aborigines. Mit dem Aufkommen der weltweiten Seefahrt zu Beginn des 16. Jahrhunderts wurde die Kleine Magellansche Wolke auch von Europäern wahrgenommen. Ab dem 19. Jahrhundert fand sie zunehmend wissenschaftlich Beachtung. Ihr Charakter als Objekt außerhalb der Galaxis konnte erst in den 1920er-Jahren ausgemacht werden.
An die Kleine Magellansche Wolke schließen sich mit der Magellanschen Brücke und dem Magellanschen Strom zwei langgezogene H-I-Gebiete an, die die beiden Magellanschen Wolken untereinander beziehungsweise mit der Milchstraße verbinden. In ihrer Struktur wurde die Kleine Magellansche Wolke wesentlich durch die gravitativen Einflüsse von Großer Magellanscher Wolke und Milchstraße beeinflusst, allerdings ist unklar, ob sie gravitativ an ihre Nachbargalaxien gebunden ist oder nur zufällig vorbeizieht. Als eines der nächstgelegenen extragalaktischen Objekte ist die Kleine Magellansche Wolke ein bedeutendes Forschungsobjekt zur Erforschung des Universums außerhalb der Milchstraße.

## Erforschungsgeschichte

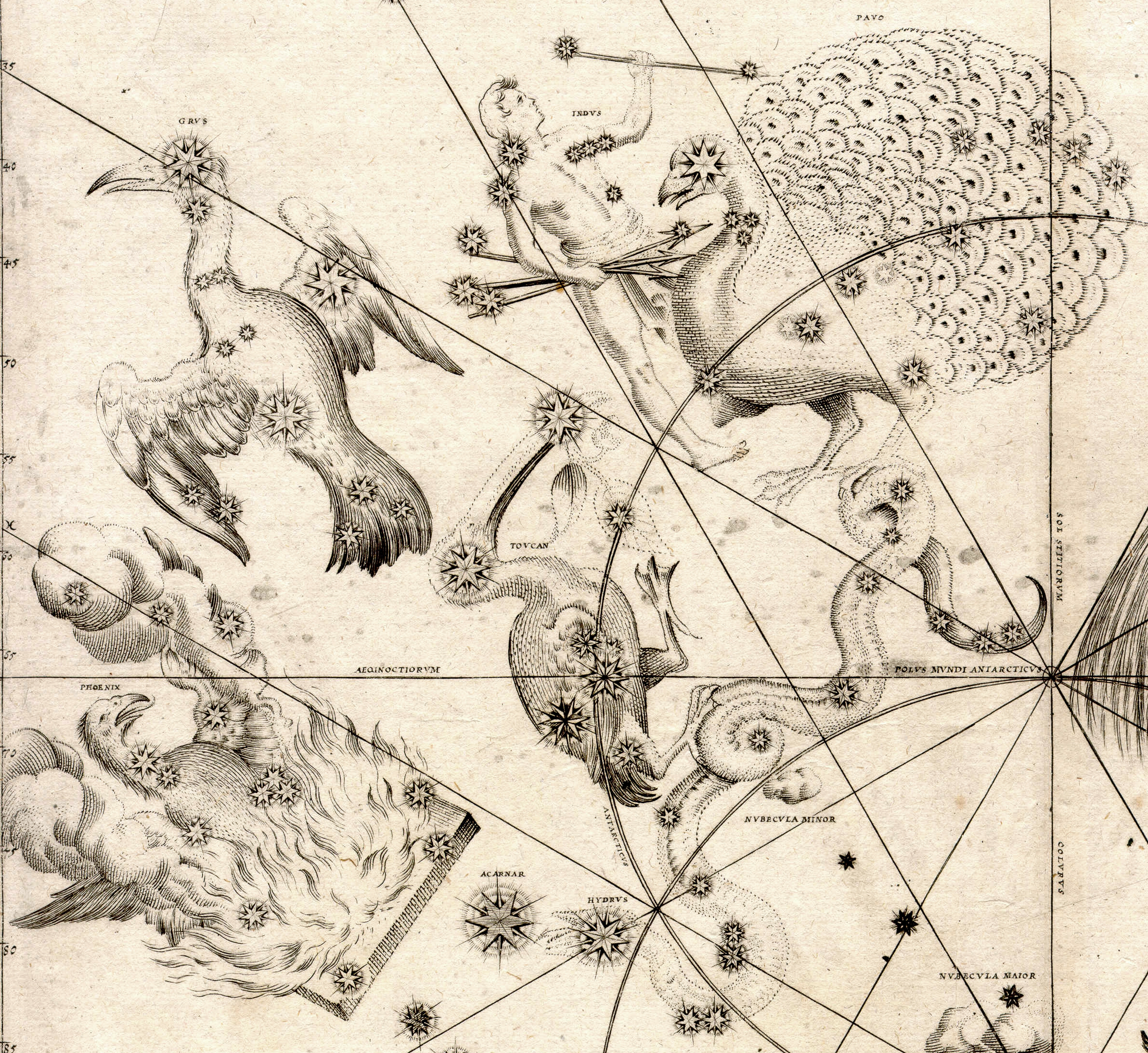
Lage der Kleinen Magellanschen Wolke (Nubecula Minor) am Fuß des Sternbilds Tukan, Uranometria, 1603

Bis ins 16. Jahrhundert war die Kleine Magellansche Wolke aufgrund ihrer Lage in Europa unbekannt. In einigen Legenden der Aborigines spielen die beiden Magellanschen Wolken eine Rolle. Während die Große Magellansche Wolke bereits von dem persischen Astronomen al-Sufi um 964 im Buch der Fixsterne beschrieben wurde, datiert die erste bekannte europäische Beschreibung der Kleinen Magellanschen Wolke auf das Jahr 1515, als sie von dem italienischen Entdecker Andrea Corsali auf einer Reise nach Kochi bemerkt wurde. Corsalis Reisebericht fand Eingang in das Werk De Rebus Oceanicis et Novo Orbe von Petrus Martyr von Anghiera. Größere Bekanntheit erlangte jedoch die Beschreibung des Chronisten Antonio Pigafetta, der die Magellanschen Wolken im Januar 1521 im Rahmen der Weltumsegelung von Ferdinand Magellan über dem Südpazifik beobachtete. In Johann Bayers 1603 erschienenem Himmelsatlas Uranometria wird die Kleine Magellansche Wolke als Nubecula Minor (kleine Wolke) aufgeführt.
Im Jahr 1837 beobachtete John Herschel die Magellanschen Wolken vom Royal Observatory, Cape of Good Hope in Kapstadt aus. Dabei konnte er 200 einzelne Sterne, 37 Nebel und sieben Sternhaufen in der Kleinen Magellanschen Wolke ausmachen. Herschel beschrieb die beiden Wolken als „bemerkenswerte Objekte“ und meinte, dass es nirgendwo anders am Himmel ähnlich viele Sterne und Nebel auf ähnlich geringem Platz gebe. Cleveland Abbe kam bereits 1867 zu dem Schluss, dass es sich bei den Magellanschen Wolken um von der Milchstraße separate Galaxien handeln würde. Erste Fotografien gelangen Henry Chamberlain Russell am Sydney Observatory im Jahr 1890.
Im Frühling 1904 begann die US-amerikanische Astronomin Henrietta Swan Leavitt in Aufnahmen vom Boyden Observatory in Arequipa, Peru, nach veränderlichen Sternen in den Magellanschen Wolken zu suchen. In einer Schrift von 1908 vermerkte sie 969 veränderliche Sterne und bemerkte dabei anhand von 16 Sternen, dass hellere Sterne eine längere Periode aufwiesen. Vier Jahre später entdeckte Leavitt in einer Veröffentlichung von Edward Charles Pickering anhand von neun weiteren Sternen aus der Kleinen Magellanschen Wolke die Perioden-Leuchtkraft-Beziehung von Cepheiden, die einen wesentlichen Beitrag zur Weiterentwicklung der Entfernungsmessung bei großen astronomischen Entfernungen darstellte. Ejnar Hertzsprung errechnete dann 1913 mithilfe dieser Messung an Cepheiden eine erste Entfernungsabschätzung für die Kleine Magellansche Wolke, die mit 10 Kiloparsec (32.600 Lichtjahre) allerdings noch weit von der heutigen Abschätzung entfernt lag.
Im Rahmen der Shapley-Curtis-Debatte zu Beginn der 1920er-Jahre stellte sich heraus, dass es sich bei den Magellanschen Wolken ebenso wie beim Andromedanebel um Objekte außerhalb der Milchstraße handelt. Dabei vertrat Harlow Shapley zunächst die These, dass es mit der Milchstraße eine einzige Galaxie gäbe und dass Nebel wie die Magellanschen Wolken Bestandteil dieser Galaxie seien. Untersuchungen von Edwin Hubble an der Andromedagalaxie ergaben jedoch, dass diese weit außerhalb der Milchstraße lag, womit Shapleys These widerlegt war. Shapley trug in der ersten Hälfte des 20. Jahrhunderts zu einem Großteil der frühen wissenschaftlichen Erkenntnisse über die Magellanschen Wolken bei. Im Jahr 1924 schätzte er die Entfernung zur Kleinen Magellanschen Wolke auf 31,6 Kiloparsec, was etwa 103.000 Lichtjahren entspricht.

## Struktur
Die Kleine Magellansche Wolke wird meist als irreguläre Zwerggalaxie eingeordnet, sie besitzt aber auch Merkmale einer Balkenspiralgalaxie. In der Mitte weist sie einen schwach ausgeprägten Balken mit einem „Flügel“ (Wing) an der Ostseite auf. Neueren Untersuchungen zufolge, die auf Daten des Weltraumteleskops Gaia beruhen, bewegt sich der „Flügel“ mit einer Geschwindigkeit von 64 ± 10 km/s auf die Große Magellansche Wolke zu und entfernt sich damit von der übrigen Galaxie, was als Beweis für eine Kollision zwischen Großer und Kleiner Magellanscher Wolke vor einigen hundert Millionen Jahren angesehen wird. Bereits eine Untersuchung der Australian National University von Donald S. Mathewson, V. L. Ford und N. Visvanathan aus dem Jahr 1985 war davon ausgegangen, dass die Kleine Magellansche Wolke durch eine Kollision mit ihrem größeren Pendant vor zweihundert Millionen Jahren in zwei Teile gerissen worden sei. Dabei ging man von zwei Galaxien mit etwa 12 Kiloparsec (≈ 39.000 Lichtjahre) Entfernung zueinander aus, die auf einer Sichtlinie liegen und sich mit 15 km/s voneinander entfernen. Auch die Sternverteilung in der Kleinen Magellanschen Wolke deutet auf vergangene Interaktionen mit der Großen Magellanschen Wolke hin. Sterne mit einem Alter von 1,5 bis 4 Milliarden Jahren sind ungleichmäßig verteilt, in Richtung der Großen Magellanschen Wolke finden sich mehr Sterne dieses Alters.
Zwischen der Milchstraße und der Kleinen Magellanschen Wolke existiert eine Hochgeschwindigkeitswolke aus neutralem Wasserstoff, der Magellansche Strom. Die Magellansche Brücke, ebenfalls ein H-I-Gebiet, verbindet die beiden Magellanschen Wolken untereinander. Die Kleine Magellansche Wolke weist eine relativ hohe Sternentstehungsrate auf, die vermutlich auf gravitative Wechselwirkungen mit der Großen Magellanschen Wolke und der Milchstraße zurückzuführen ist. Über die Hälfte der Sterne, die sich je in der Kleinen Magellanschen Wolke gebildet haben, entstanden vor über 8,4 Milliarden Jahren. Anschließend bildeten sich in einer ruhigeren Phase bis vor etwa drei Milliarden Jahren verhältnismäßig wenige Sterne. Seitdem ist die Galaxie mit Ausbrüchen der Entstehungsrate nach oben vor 2,4 Milliarden Jahren, vor 0,4 Milliarden Jahren und vor 60 Millionen Jahren wieder aktiver. Bei den ersten beiden dieser Anstiege befand sie sich jeweils in relativer Nähe zur Milchstraße.

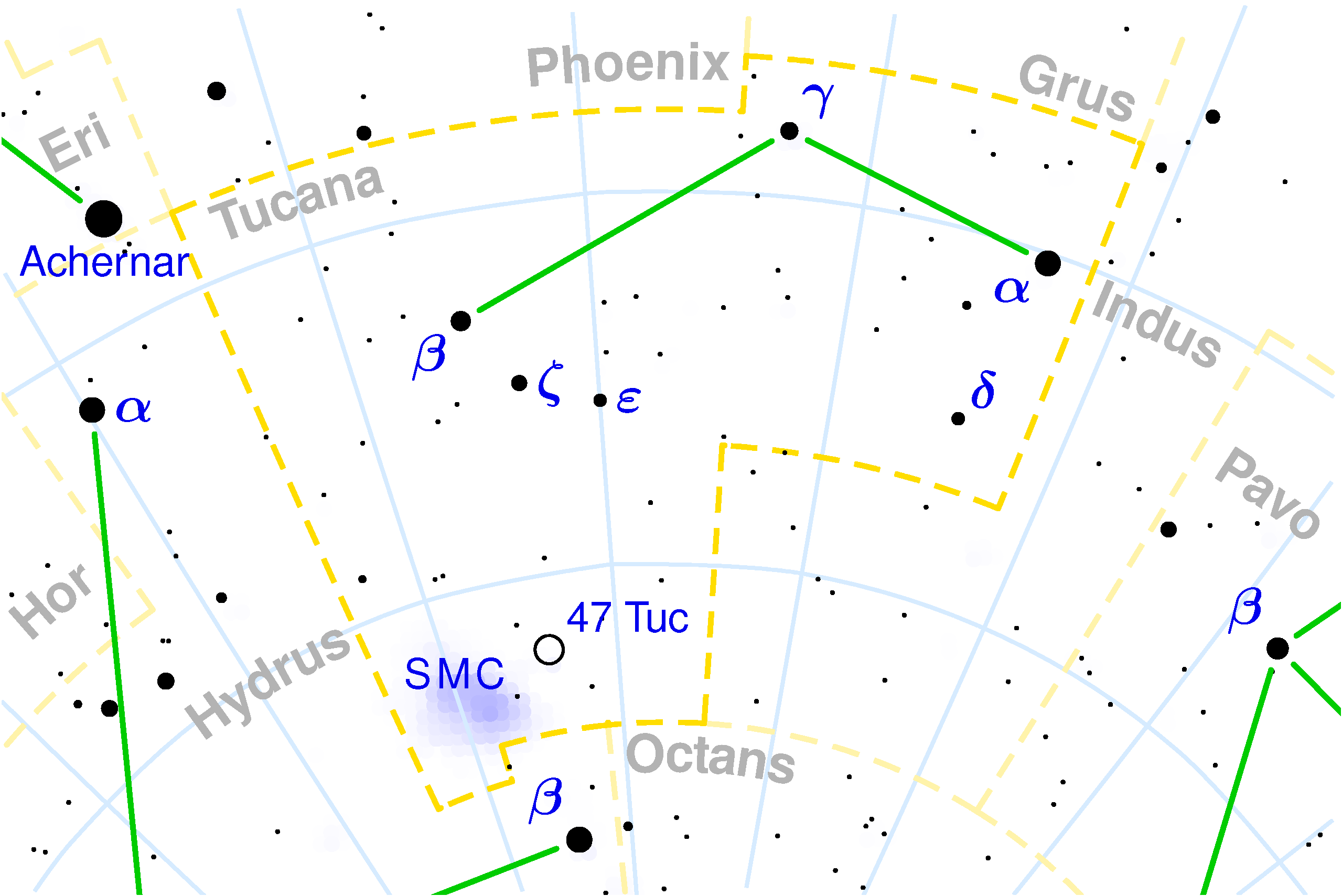
Lage der Kleinen Magellanschen Wolke (SMC) im Sternbild Tukan (links)

Die Galaxie befindet sich am Südhimmel an der Grenze zwischen den Sternbildern Tukan und Kleine Wasserschlange, womit sie von Mitteleuropa aus nicht beobachtbar ist. Erst südlich von 17 Grad nördlicher Breite kann sie zeitweise observiert werden. Mit bloßem Auge ist die Galaxie dabei nur bei guten Wetterbedingungen sichtbar, denn ihre Helligkeit von rund zwei Magnituden verteilt sich am Himmel über einen vergleichsweise großen Bogenwinkel von knapp fünf Grad, was etwa dem zehnfachen Monddurchmesser entspricht. Ihr tatsächlicher Durchmesser beträgt etwa 7000 Lichtjahre.

## Gravitative Bindung an Nachbargalaxien
Es ist nicht sicher geklärt, ob die Magellanschen Wolken gravitativ an die Milchstraße gebunden sind. Zunächst war dies die weit verbreitete Ansicht. Beobachtungen von Nitya Kallivayalil et al. mit dem Hubble-Weltraumteleskop aus dem Jahr 2006 ergaben allerdings, dass die beiden Galaxien möglicherweise lediglich an der Milchstraße vorbeiziehen. Anhand des Vergleichs der Position von Sternen in den Magellanschen Wolken mit weit entfernten Quasaren ermittelte man eine signifikant höhere Eigenbewegung der beiden Galaxien, als man bis dahin angenommen hatte. Demnach bewegt sich die Kleine Magellansche Wolke mit etwa 302 km/s durch das All. Damit würde die Kleine Magellansche Wolke entweder an der Milchstraße vorbeiziehen, oder die Masse der Galaxis wäre mindestens doppelt so groß wie bis dahin angenommen. Auch eine mögliche gravitative Bindung an die Große Magellansche Wolke wurde von Nitya Kallivayalil sowie Roeland P. van der Marel und Charles R. Alcock infrage gestellt. Beide Galaxien entfernen sich derzeit mit 105 ± 42 km/s voneinander.

## Entfernung
Ein Forscherteam um Dariusz Graczyk ermittelte 2013 im Rahmen des Araucaria Projects, das sich mit der Messung intergalaktischer Distanzen befasst, anhand von vier bedeckungsveränderlichen Doppelsternen späteren Typs mit einer Unsicherheit von etwa drei Prozent eine Entfernung von 62,1 ± 1,9 Kiloparsec (≈ 202.500 Lichtjahre). Zuvor hatten R. W. Hilditch, I. D. Howarth und T. J. Harries 2004 durch Messung an 50 bedeckungsveränderlichen Sternen der Spektralklassen O und B eine Entfernung von 60,6 ± 1,0 kpc (≈ 198.000 Lj) errechnet.

## Masse
Jason Harris und Dennis Zaritsky ermittelten 2006 durch die Untersuchung der Geschwindigkeitsverteilung von 2046 Roten Riesen eine Masse von 1,4–1.9e9 Sonnenmassen (M☉) in einem Radius von 1,6 Kiloparsec (≈ 5200 Lichtjahre) sowie von 2,7–5.1e9 M☉ in einem Radius von drei Kiloparsec (≈ 9800 Lichtjahre). Die meisten Modelle geben als Schätzung für die Gesamtmasse 1,4–3e9 M☉ an. Dieser Wert ist allerdings stark vom Einfluss der postulierten Dunklen Materie abhängig.

## Trivia
Eine Briefmarke mit dem Motiv Kleine Magellansche Wolke wurde in St. Helena im Jahr 2003 herausgegeben.
In Science-Fiction-Romanen wird verschiedentlich die Handlung oder eine Herkunft in der Kleinen Magellanschen Wolke verortet. Beispiele sind:
- In Das Spiel Azad von Iain M. Banks findet ein Teil der Handlung im gleichnamigen Imperium dort statt.
- In Die Sirenen des Titan von Kurt Vonnegut freundet sich der Protagonist mit einem Roboter an, der von dort stammt.
- Der Handlungshöhepunkt von Piraten im Weltraum von Robert A. Heinlein findet dort statt, von wo aus dann die Milchstraße bewundert wird.
- In Die Hyperion-Gesänge von Dan Simmons wird die Erde dorthin verschoben.
- In Edmond Hamiltons Roman Herrscher im Weltenraum stammt eine Rasse mit telepathischen Fähigkeiten, die die Milchstraße zu erobern versuchte, von dort.
- Ab Band 300 der Heftromanserie Perry Rhodan wird die Kleine Magellansche Wolke in die Handlung einbezogen.